# 津波工学
津波工学（つなみこうがく）は、津波を研究対象とする工学の一分野。

## 解説
発生が懸念されている津波の影響を予測し、リスク評価や津波警報システムの提案等により被害の軽減や早期復興に向けた技術開発を目標とする。
日本の東北大学大学院工学研究科の津波工学研究室が、世界で唯一工学的見地から津波の研究を行っている。